# إيران أجر

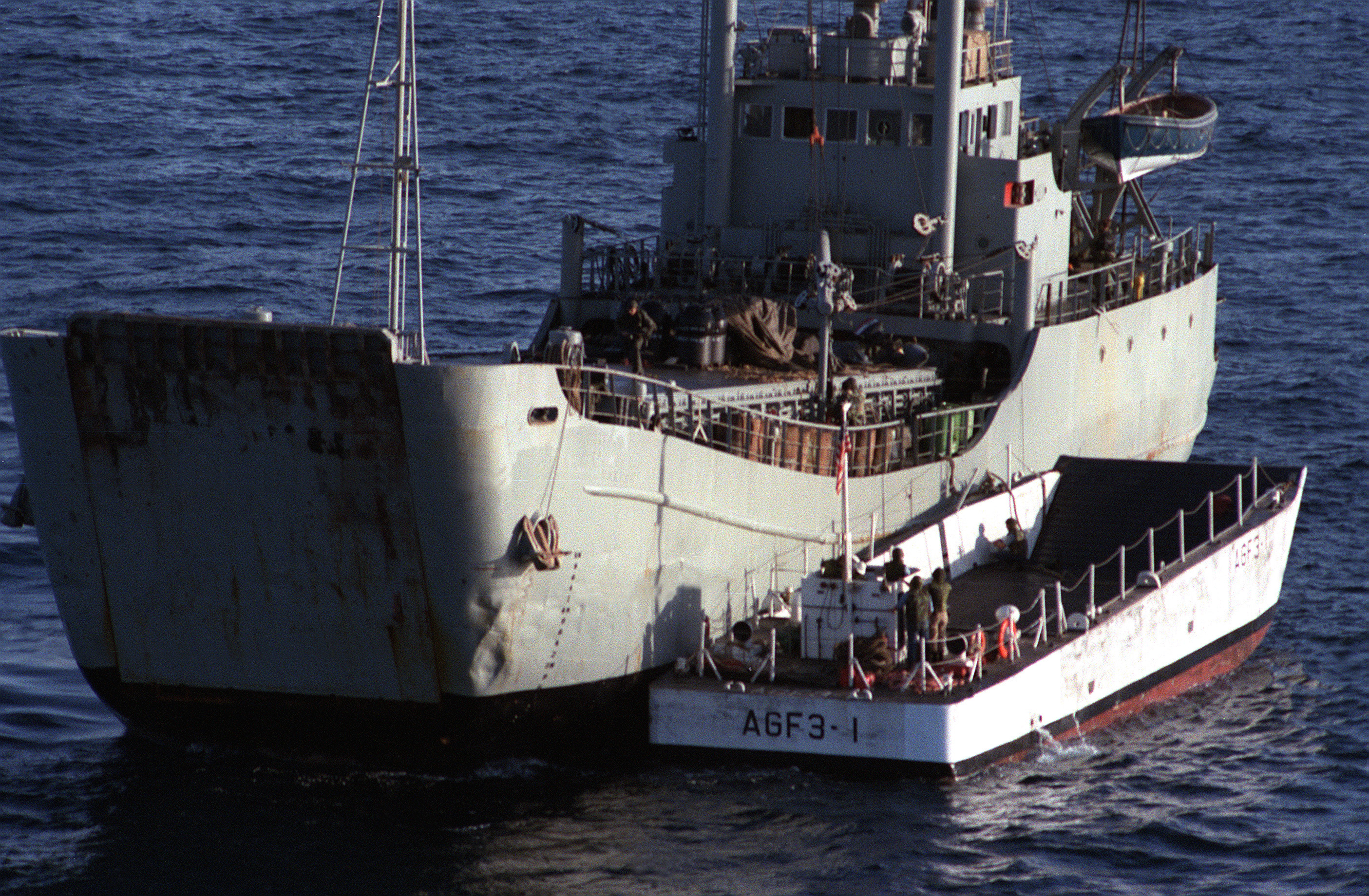
البحرية الأمريكية ضبطت سفينة إيران اجر العسكرية بتاريخ 22 سبتمبر 1987م

إيران أجر هي سفينة عسكرية إيرانية صنعتها شركة تيراوكا شيبيارد - مينامياواجي اليابانية سنة 1978م في عهد النظام الملكي الإيراني السابق، واستخدمت جمهورية الإسلامية الإيرانية المسمى الجديد «إيران اجر» سنة 1980م. ، أستخدمت سفينة إيران اجر أثناء الحرب العراقية الإيرانية، حيث ضبطت البحرية الأمريكية في مياه الخليج العربي بتاريخ 26 سبتمبر سنة 1987م.

## حجم السفينة
تمت بناء السفينة في اليابان سنة 1978م وتسلمت القوات البحرية الإمبريالية الإيرانية، واستولت الجمهورية الإيرانية سنة 1979م، وكانت حمولتها 614طن، و54 متر.